# Trevor J. Dadson
Trevor John Dadson (7 de octubre de 1947-28 de enero de 2020) fue un historiador e hispanista británico, autor de importantes estudios sobre la poesía del Siglo de Oro y la expulsión de los moriscos.

## Biografía
Se licenció en Leeds y se doctoró en la Universidad de Cambridge. Fue editor responsable —editor-in-chief— de Hispanic Research Journal y profesor de estudios hispánicos en el Queen Mary College de la Universidad de Londres. Estudió la obra de los importantes poetas del Siglo de Oro: Lupercio Leonardo y Bartolomé Leonardo de Argensola, el conde de Salinas y Gabriel Bocángel, autores que también editó, y estudió la poesía española del siglo xx en su conjunto. Publicó además un monumental estudio sobre la expulsión de los moriscos en Villarrubia de los Ojos, provincia de Ciudad Real, demostrando uno de los casos efectivos de asimilación e integración social de los mismos y de desobediencia civil colectiva en Castilla.
Además editó en español los diarios de viaje de lady Elizabeth Holland y la novelista George Eliot, quienes visitaron España en el siglo xix (2012), y publicó cartas y documentos de la princesa de Éboli (1540-1592) junto a una colega norteamericana, Helen Reed. Bosquejó una nueva biografía de la princesa fundada en documentación recién descubierta. Por otra parte, editó las cartas y memoriales de su marido el conde de Salinas (2013) y preparó una edición de las poesías del conde según autógrafos originales. Obtuvo dos becas Leverhulme de investigación (2002-2003 y 2012-2013) y fue presidente de la AISO o Asociación Internacional Siglo de Oro (1999-2002) y vicepresidente de la IAH (International Association of Hispanists) entre 2004 y 2007. 
Presidió la AHGBI (Association of Hispanists of Great Britain and Ireland) (2011-2015). Perteneció a la Academia Británica desde 2008 y fue profesor visitante o lector en las universidades de Belfast, UNED y Castilla-La Mancha en Ciudad Real. En 2015 le fue concedida la Encomienda de la Orden de Isabel la Católica por el rey Felipe VI.
Falleció a los setenta y dos años.

## Obras
- Diego de Silva y Mendoza, conde de Salinas. Obra completa. I. Poesía desconocida (Madrid: Biblioteca Crítica, Anejos de la Real Academia Española, 2016).
- Diego de Silva y Mendoza, Conde de Salinas, Marqués de Alenquer. Cartas y memoriales (1584‐1630) (Madrid: CEEH‐Marcial Pons, 2015).
- Los moriscos de Villarrubia de los Ojos (siglos xv-xviii). Historia de una minoría asimilada, expulsada y reintegrada, Madrid-Frankfurt am Main, Iberoamericana–Vervuert, 2007, 1328 pp.
- Con Helen H. Reed, La princesa de Éboli. Cautiva del rey: Vida de Ana de Mendoza y de la Cerda (1540‐1592) (Madrid: Marcial Pons‐CEEH, 2015).
- Tolerance and Coexistence in Early Modern Spain. Old Christians and Moriscos in the Campo de Calatrava (Woodbridge: Tamesis, 2014)
- Epistolario e historia documental de doña Ana de Mendoza y de la Cerda, princesa de Éboli. Ed. Trevor J. Dadson y Helen H. Reed (Madrid: Iberoamericana-Vervuert, 2013).
- La España del siglo XIX vista por dos viajeras inglesas: Elizabeth, Lady Holland (1802-04) y la novelista George Eliot (1867). Introducción y notas de Anthony H. Clarke y Trevor J. Dadson. Traducción de María de los Ángeles Gimeno Santacruz (Zaragoza: Institución «Fernando el Católico», 2012).
- Diego de Silva y Mendoza. Poeta y político en la corte de Felipe III (Granada: Ediciones de la Universidad de Granada, 2011).
- Historia de la impresión de las Rimas de Lupercio y Bartolomé Leonardo de Argensola (Zaragoza: Institución 'Fernando el Católico', 2010).
- "Breve esplendor de mal distinta lumbre". Estudios sobre poesía española contemporánea, Colección Iluminaciones 15 (Sevilla: Editorial Renacimiento, 2005).
- (Ed. with D. W. Flitter), Luis Cernuda en su centenario, en Tesserae. Journal of Iberian & Latin American Studies, 11:2-3 (2005), 121-225, entrega suelta especial.
- (Ed. with D.W. Flitter), La poesía española del siglo XX y la tradición literaria (Birmingham: University of Birmingham Press, 2003)
- Gabriel Bocángel, Obras completas, edición crítica con introducción y notas, 2 vols, Madrid: Universidad de Navarra / Editorial Iberoamericana/Vervuert, 2000 [2001]).
- (Ed. with D. W. Flitter), Voces subversivas: poesía bajo el Régimen (1939-1975) (Birmingham: Department of Hispanic Studies, 2000).
- Libros, lectores y lecturas: Estudios sobre bibliotecas particulares españolas del Siglo de Oro (Madrid: Arco/Libros, 1998).
- (Ed. with D.W. Flitter), Ludismo e intertextualidad en la lírica española moderna (Birmingham: University of Birmingham Press, 1998).
- (Ed.), Actas del XII Congreso de la Asociación Internacional de Hispanistas, celebrado en Birmingham, agosto de 1995. Vol. 6: Estudios Hispanoamericanos I , (Birmingham: Department of Hispanic Studies, 1998).
- (Ed. with R. J. Oakley & P. Odber de Baubeta), New Frontiers in Hispanic and Luso-Brazilian Scholarship. 'Como se fue el maestro': for Derek W. Lomax. In Memoriam (Lewiston: Edwin Mellen Press, 1994).
- La Casa Bocangelina: Una familia hispano-genovesa en la España del Siglo de Oro (Pamplona: EUNSA, Anejos de RILCE 7, 1991).
- Alonso de Barros, Filosofía cortesana moralizada (Madrid, 1587) , 3 vols (I: Estudio y Edición; II: Facsímile; III: Juego de la Filosofía Cortesana) (Madrid: Comunidad de Madrid, 1987).
- Antología poética de D. Diego de Silva y Mendoza, Conde de Salinas (1564-1630) (Madrid: Visor, 1985).
- Gabriel Bocángel, La lira de las Musas, edición crítica con notas e introducción (Madrid: Cátedra, 1985).
- "Avisos a un Cortesano": An Anthology of Seventeenth-Century Moral-Political Poetry (Exeter: Exeter Hispanic Texts, 1985).
- The Genoese in Spain: Gabriel Bocángel y Unzueta (1603-58). A Biography (London: Tamesis Books, 1983).